# 片岡知子
片岡 知子（かたおか ともこ、1969年6月7日 - 2020年10月20日）は、日本の音楽家。岡山県出身。本名は岡田 知子（おかだ ともこ、旧姓：片岡）。
インスタントシトロン（instant cytron）のメンバー。マニュアル・オブ・エラーズ・アーティスツ所属。

## 経歴
- 幼少の頃からピアノを習い、高校入学と同時にバンド活動を始める[2]。
- 福岡にて大学在学中には大型輸入レコードショップにアルバイトとして勤務し、多岐にわたる音楽に触れる[2]。
- 1992年頃にインスタントシトロンのメンバーとして活動開始。ボーカル・キーボード・作詞作曲等を担当する。
- 2000年代中盤以降はソロでNHK教育の子供向け番組や、テレビアニメ、テレビCM等の音楽の作曲を数多く手がける。
- 2020年10月20日夜、癌のため死去。51歳没。訃報は24日に所属事務所および夫のTwitterで公表された[3]。

## 人物
- フレンチポップ、伊仏サウンドトラック風、ラウンジ・ミュージック、アコースティック、スウィング、トイピアノや玩具楽器を多用したトイポップを得意とし、ウィスパーボイス風のボーカルが特徴。
- DJ、ナレーション、洋楽ライナーノーツ・コラム執筆等でも活動。
- 学生時代のバンドではギター、ベース、パーカッション等も担当し、モッズファッションでDJを行っていた[2]。
- かなりのレコード収集家であり「レコードイーター」を自称[4]。『レコード・コレクターズ』（株式会社ミュージックマガジン）誌の『コレクター紳士録』には女性として初登場しているほか、ムック『モンドミュージック2』にも嶺川貴子、緒川たまきと並んでインタビューが掲載されている。また、所属事務所のマニュアル・オブ・エラーズ・アーティスツが経営するレコードショップ「マニュアル・オブ・エラーズ・ソノタ」のスタッフでもあった。
- 夫はグラフィックデザイナー・音楽ユニット「VAGABOND c.p.a.」の岡田崇。バンドのサポートメンバー、ジャケットデザイン、共同でオンラインレコードショップ運営など行った。片岡の没後、主宰レーベル「LI'L DAISY」にて復刻アルバム制作・販売を手がけている。
- 1997年、『月刊コロコロコミック』（小学館）主催の『ポケモンアイデアコンテスト』にて「彗星ポケモン・コメットン」で最優秀賞を受賞[5][6]。

## 主な作品

### TV
- みいつけた! ／みいつけた!さん
  - 日本賞 幼児向けカテゴリー最優秀賞（総務大臣賞）受賞番組
  - 番組内の楽曲「なぜか なぜか」（2021年2月初放送）は遺作となった。
- プチプチアニメ『スキマの国のポルタ』
  - 文化庁メディア芸術祭優秀賞受賞番組
- ネイバーズ
  - 2011年アメリカ国際フィルム・ビデオ祭　NHKコンクール シルバースクリーン賞 他 受賞番組
- スーパーえいごリアン
- こどもにんぎょう劇場
  - 「すてきなよるに」「ふるやのもり」「はなさかじいさん」「紳士とオバケ氏」
- ふしぎエンドレス（以上NHK Eテレ）
- アニメ たまこまーけっと（TOKYO MX）[7]
- アニメ ケロケロキングデラックスプラス（テレビ東京『おはスタ』内放送）
- アニメ ウィンターガーデン（TBS）

### 映画
- 素敵な人生の終り方（2009年）
- たまこラブストーリー（2014年）

### CM
- ロッテ「ドラえもんアイス」[ボーカル]
- LG電子
- バイアコムインターナショナルジャパン「ノビパン」
- JA「みんなのよい食プロジェクト」
- SEIKO「ルキア」
- ヤマザキナビスコ チップスター
- ダスキン モップ
- キッズ フジ（富士急ハイランド）「ぐりんぱ」
- アイシア「黒缶・純缶・金缶／アイシアの歌」
- アイリスオーヤマ「ONE CARE」
- 明治「明治十勝スマートチーズ」
- 福岡地所「hit住宅展示場」
- エポック「シルバニアファミリー」

### ゲーム
- ガラクテイル（コーエー）
- タシテン +たして10にする物語+（任天堂）
- beatmania IIDX 13 DistorteD / breathless（コナミ）[ボーカル]
- Dance Dance Revolution Universe 2 / on voit la mer（コナミ）[ボーカル]

### WEB・その他
- WEB KDDI「木梨×カエラ 絵本プロジェクト / さみしっぽちゃん」
- WEB サンリオ「ハローキティ35周年」
- WEB JA「みんなのよい食プロジェクト」
- WEB 東京ガス「床暖房まるわかり! フラガール・ユカリのスペシャルムービー」
- WEB 文芸社ビジュアルアート
- WEB NHKクリエイティブ・ライブラリー
- iPhoneアプリ トヨタ自動車「ToyToyota Backseat Driver」
  - カンヌライオンズ 国際クリエイティビティ・フェスティバル モバイル部門金賞
- WEB 日興アセットマネジメント「はっきりゆう子がゆく」
- 知育通信教材「やったね!」みいつけた!コース
- キッズ・プラネタリウム「葉っぱのリーフのものがたり」
- WEB ほぼ日刊イトイ新聞「やさしいタオル2011冬のhome collection」予告編BGM

### DVD
- ネイバーズ
- みいつけた! 各シリーズ
- ロドニー・グリーンブラット『サンダーバニーふわふわストーリー〜ビビリトルのレインボーデー』

### CD・レコード
| 発売日         | アルバム                                                     | 曲名 | アーティスト名                                     | 備考 |
| -------------- | ------------------------------------------------------------ | --- | -------------------------------------------------- | --- |
| 1998年01月16日 | PRO-FILE～11プロデューサーズ(1)                              | Sugar Sugar | 片岡知子&Terry Adams Prod. 田中知之                | 『アーチーでなくちゃ!』主題歌のカバー。                                                                    |
| 1998年03月25日 | NISSAN CM SPECIAL!!                                          | トレイル・ランナー カッコいい!                                                                                        | yes, mama ok? feat. 片岡知子                       | |
| 1997年12月13日 | Who wants the Hula-Hoop?                                     | Who wants the Hula-Hoop?                                                                                              | Vagabond & Harry Hosono Jr.（細野晴臣）            | 作詞 |
| 2001年03月15日 | De-Composed                                                  | Stop Touching Me (Les Gibis remix)                                                                                    | Optionally Yours                                   | 編曲・ボーカル Les Gibis（片岡知子＋岡田崇）名義                                                           |
| 2001年09月28日 | Party Jokes                                                  | Samba suave | Splendid!（皆川勝のユニット）                      | 編曲・ボーカル                                                                                             |
| 2002年05月31日 | Blend - Natural Beauty Basic                                 | Hello, it's me | Prod. 永山学                                       | ボーカル・コーラスアレンジ                                                                                 |
| 2002年08月20日 | 『MOTHER1+2』オリジナルサウンドトラック                      | Eight Melodies(Toy piano Version) オネットのテーマ ウインターズのテーマ ホテル（白蝶貝のネックレス） サマーズのテーマ |                                                    | 編曲 |
| 2003年04月19日 | ようこそ夢街名曲堂へ!～DREAMSVILLE RECORDS COMPILATION VOL.5 | Welcome To Dreamsville                                                                                                | 黒沢秀樹＆リトル・ギャング（真城めぐみ＆片岡知子） | インスタントシトロン「Give Me The Tempo」も同アルバムに収録。                                              |
| 2004年01月28日 | BGM for MODERNICA vol.1                                      | Dancing Cat On The Optiganba                                                                                          | Les Gibis Prod. コモエスタ八重樫                   | 作曲・ボーカル                                                                                             |
| 2004年12月10日 | CDブック『ミーシャのパリ散歩』                               | CDブック『ミーシャのパリ散歩』                                                                                        | Bleu Blanche、片岡知子                             | |
| 2005年06月01日 | 『ルームシェアの女』オリジナルサウンドトラック               | 『ルームシェアの女』オリジナルサウンドトラック                                                                        | ゲイリー芦屋                                       | ボーカル                                                                                                   |
| 2006年08月02日 | 南の島の小さな飛行機 バーディーーOST                         | アニーのチャチャチャ～アニーのテーマ                                                                                  | Les Gibis                                          | 作曲・ボーカル                                                                                             |
| 2009年02月14日 | Pop'n music -Cafe music selection-                           | カモミール・バスルーム L'amour dans le lycee(High School Love)                                                        | Prod. 藤後浩之                                     | 編曲・ボーカル                                                                                             |
| 2010年05月12日 | プロムナード・ファンタジー                                   | Jazz Pizzicato | Prod. 細野晴臣                                     | 編曲 |
| 2011年03月03日 | Pop'n music -Cafe music Espresso-                            | une fille dans la pluie                                                                                               | Prod. 藤後浩之                                     | 編曲・ボーカル                                                                                             |
| 2012年02月15日 | キルミーベイベー キャラクターソング【あぎり】盤              | 空き地と野良猫 | あぎり（高部あい）                                 | 作曲・編曲                                                                                                 |
| 2013年01月25日 | ドラマチックマーケットライド                                 | ドラマチックマーケットライド                                                                                          | 北白川たまこ（洲崎綾）                             | 作曲 |
| 2013年02月20日 | twinkle ride CD                                              | 太陽とドラム | チョイ・モチマッヅィ（山岡ゆり）                   | 作曲・編曲                                                                                                 |
| 2013年04月26日 | Snappy Music Around of Tamako                                | Snappy Music Around of Tamako                                                                                         | Prod. 片岡知子、マニュアル・オブ・エラーズ         | プロデュース・作曲・編曲                                                                                   |
| 2014年07月16日 | 映画「たまこラブストーリー」オリジナル・サウンドトラック     | 映画「たまこラブストーリー」オリジナル・サウンドトラック                                                              | Prod. 片岡知子、マニュアル・オブ・エラーズ         | プロデュース・作曲・編曲                                                                                   |
| 2015年03月18日 | Everybody Loves Somebody ～ うさぎ山から愛をこめて           | デラ・モチマッヅィのうた                                                                                              | デラ・モチマッヅィ（山崎たくみ）                   | 作曲（山田尚子と共作）・編曲（山口優と共作）                                                               |
| 2015年03月18日 | Everybody Loves Somebody ～ うさぎ山から愛をこめて           | 今日も明日も | 北白川たまこ・大路もち蔵（洲崎綾・田丸篤志）       | 作曲・編曲（藤本功一と共作）                                                                               |
| 2015年03月18日 | Everybody Loves Somebody ～ うさぎ山から愛をこめて           | ひなこより | ひなこ（日笠陽子）                                 | 作曲・編曲                                                                                                 |
| 2015年10月28日 | みいつけた! いすのまちミュージック・アワー                   | みいつけた! いすのまちミュージック・アワー                                                                            | V.A.                                               | 作曲・編曲                                                                                                 |
| 2021年04月21日 | みいつけた! いすのまちミュージック・アワー2                  | みいつけた! いすのまちミュージック・アワー2                                                                           | V.A.                                               | 作曲・編曲                                                                                                 |
| 2021年10月20日 | スキマの国のポルタ オリジナル・サウンドトラック盤            | スキマの国のポルタ オリジナル・サウンドトラック盤                                                                     | 片岡知子                                           | オリジナル盤は2008年同番組のDVD-BOXセット付属CD。2021年にアナログレコード盤で復刻。                        |
| 2022年10月20日 | ネコとミーシャのアルバム                                     | ネコとミーシャのアルバム                                                                                              | 片岡知子                                           | 未発表曲および「空き地と野良猫」セルフカバー、『ミーシャのパリ散歩』楽曲を収録。レコード盤・CDでリリース。 |

### ラジオ・ナレーション
- ラヴ・シュープリーム（エフエム福岡）
- music program（エフエム富士）
- ようこそ夢街名曲堂へ!（K-MIX）
- Music Roots（KBS京都、CS放送）ナレーション、選曲
- CD-ROM 鴨沢祐仁『キネマトコミックス/お父さんのクリスマス・ツリー』朗読
- JAL 機内エンターテインメント ナレーション